# Nora Swinburne
Pour les articles homonymes, voir Swinburne.
Nora Swinburne est une actrice britannique, de son vrai nom Elinore Johnson, née à Bath (Angleterre, Royaume-Uni) le 24 juillet 1902, morte à Londres (Angleterre, Royaume-Uni) le 1er mai 2000.

## Biographie
Durant ses études à la Royal Academy of Dramatic Art de Londres, Elinore Johnson débute en 1916 au théâtre. Elle y accomplit une large part de sa carrière, sous le pseudonyme de Nora Swinburne, à Londres principalement. Notons qu'en 1923 et 1930, elle se produit à Broadway (New York), dans trois pièces — voir rubrique "Théâtre" ci-dessous —.
En 1937, à l'occasion de la pièce Wise Tomorrow, représentée à Londres, elle rencontre l'acteur Esmond Knight qui deviendra son troisième époux en 1946 (et dont elle restera veuve à son décès en 1987), aux côtés duquel elle jouera à plusieurs reprises, au théâtre comme au cinéma.
Au septième art, Nora Swinburne débute en 1920 (neuf autres films muets suivront, jusqu'en 1926). En 1930, elle apparaît dans son premier film parlant et en tournera cinquante au total, le dernier en 1971.
Outre le cinéma britannique, majoritaire, son nom figure également au générique de quelques films américains, dont trois comptent parmi ses plus connus : Quo vadis (1951), Le Fleuve (1951) et Hélène de Troie (1956, coproduction italo-américaine), les deux derniers avec son époux Esmond Knight.
À la télévision, entre 1956 et 1974, elle participe à trois téléfilms et à quelques séries comme La Chute des aigles (Fall of Eagles).
En particulier, elle collabore en 1967 à neuf épisodes du feuilleton britannique La Dynastie des Forsyte.

## Filmographie partielle
Au cinéma
- 1920 : Saved from the Sea de W. P. Kellino
- 1924 : His Grace gives Notice de W. P. Kellino
- 1925 : A Girl of London d'Henry Edwards
- 1930 : Alf's Button de W. P. Kellino
- 1931 : A Man of Mayfair de Louis Mercanton
- 1931 : Potiphar's Wife de Maurice Elvey
- 1931 : These Charming People de Louis Mercanton
- 1933 : Le Parfait Accord (Perfect Understanding) de Cyril Gardner
- 1933 : Too Many Wives de George King
- 1934 : The Office Wife de George King
- 1936 : Jury's Evidence de Ralph Ince
- 1936 : The Gay Adventure  de Sinclair Hill
- 1937 : Dîner au Ritz (Dinner at the Ritz) d'Harold D. Schuster
- 1938 : La Citadelle (The Citadel) de King Vidor
- 1940 : It Happened to One Man de Paul Ludwig Stein
- 1941 : Laquelle des trois ? (The Farmer's Wife) de Leslie Arliss et Norman Lee
- 1942 : They Flew Alone d'Herbert Wilcox
- 1943 : L'Homme en gris (The Man in Grey) de Leslie Arliss
- 1944 : L'Homme fatal (Fanny by Gaslight) d'Anthony Asquith
- 1947 : Jassy de Bernard Knowles
- 1948 : Quartet, film à sketches, segment The Colonel's Lady de Ken Annakin
- 1949 : Marry Me de Terence Fisher
- 1949 : Fools Rush In de John Paddy Carstairs
- 1949 : Christophe Colomb (Christopher Columbus) de David MacDonald
- 1949 : Landfall de Ken Annakin
- 1949 : Les Amours de Lord Byron (The Bad Lord Byron) de David MacDonald
- 1950 : Son grand amour (My Daughter Joy) de Gregory Ratoff
- 1951 : Quo vadis de Mervyn LeRoy
- 1951 : Le Fleuve (The River) de Jean Renoir
- 1954 : Voyage au-delà des vivants (Betrayed) de Gottfried Reinhardt
- 1955 : Vivre un grand amour (The End of the Affair) d'Edward Dmytryk
- 1956 : Hélène de Troie (Helen of Troy) de Robert Wise
- 1958 : Strange Awakening de Montgomery Tully
- 1959 : Le Troisième Homme sur la montagne (Third Man on the Mountain) de Ken Annakin
- 1960 : Les Conspiratrices (Conspiracy of Hearts) de Ralph Thomas
- 1963 : Decision at Midnight de Lewis Allen
- 1966 : D pour danger (A Man could get killed) de Ronald Neame et Cliff Owen
- 1969 : Anne des mille jours (Anne of the Thousand Days) de Charles Jarrott

À la télévision
- 1967 : Feuilleton La Dynastie des Forsyte (The Forsyte Saga), épisode 1 Une fête de famille (A Family Festival), épisode 2 Un scandale dans la famille (A Family Scandal), épisode 4 Un dîner de famille (Dinner at Swithin's), épisode 5 Le Propriétaire (A Man of Property), épisode 7 Dans le malheur (Into the Dark), épisode 8 Un Forsyte retrouve le bonheur (Indian Summer of a Forsyte), épisode 9 Procédure (In Chancery), épisode 11 La Toile d'araignée (The Web) et épisode 12 Naissance d'un Forsyte (Birth of a Forsyte)
- 1974 :La Chute des aigles (Fall of eagles) : Katharina Schratt

## Théâtre

### En Angleterre (sélection)
Pièces jouées à Londres, sauf mention contraire
- 1926 : The Best People de David Gray et Avery Hopwood, avec C.V. France, Ian Hunter
- 1937 : Wise Tomorrow de Stephen Powys, avec Esmond Knight, Martita Hunt, Diana Churchill, Naunton Wayne
- 1937 : The Laughing Cavalier de Reginald Arkell
- 1938 : Dodsworth, adaptation de Sidney Howard d'après Sinclair Lewis, avec Gladys Cooper, Philip Merivale
- 1938 : Lot's Wife de Peter Blackmore, avec Torin Thatcher
- 1941 : Dear Brutus de J. M. Barrie, avec John Gielgud, Roger Livesey
- 1941 : Ducks and Drakes de M. J. Farrell, mise en scène de John Gielgud
- 1942 : Full Swing d'Arthur MacRae, Archie Menzies et Jack Hulbert, avec Jack Hulbert
- 1943 : Un mois à la campagne (A Month in the Country) d'Ivan Tourgueniev, avec Michael Redgrave
- 1945 : The Years Between de Daphne du Maurier
- 1952 : Red Letter Day d'Harcourt Williams, avec Fay Compton
- 1953 : Une femme sans importance (A Woman of No Importance) d'Oscar Wilde, avec Clive Brook, Isabel Jeans
- 1959 : Fool's Paradise de Peter Coke, avec Clive Brook
- 1973 : Réunion de famille (The Family Reunion) de T. S. Eliot, avec Edward Fox, Esmond Knight (à Manchester)
- 1975 : The Cocktail Party de T. S. Eliot, avec Esmond Knight (à Manchester)

### À Broadway
- 1923 : The Mountebank de W.J. Locke et Ernest Denny, mise en scène de David Burton
- 1923 : Mary, Mary, Quite Contrary de St. John Ervine, mise en scène et production de David Belasco, avec C. Aubrey Smith
- 1930 : Lady Clara d'Aimee et Philip Stuart